# Cordonero
Cordonero es el oficio del artesano que trabaja todo tipo de cordonería, como son los cordones de cotilla y calzoncillos, "agujetas", "torzales", "presillas", borlas, cofias de torzal o cosidas a palillos, flecos de hilo, alamares, bolsillos, trenzas y trencillas de "espadines" y llaves, charreteras tejidas a mano para bastones, calzones y hombros; todo género de presillas de sombreros, cordones de reloj, engarces de rosarios, cadenetas hechas al ganchillo y todo tipo de cordón "escabechado de hilo" y cíngulos del mismo género; botones de todas clases, lisos o bordados de seda, pelo, cerda, oro, plata, etc.

## Tipología
El cordonero distribuía su trabajo en ocho reparticiones o maniobras principales:
1. El devanado y urdido
2. El tejido de trenzas a mano
3. El botón de cuatro puntas o de espigado que es la base de todo labrado
4. El labrado de rodajas o carretes
5. Toda suerte de flecos y rosetas
6. El volteado de flores a mano
7. El trabajado de pendientes de oro o plata con lentejuelas o chapa
8. El colocado de esos pendientes

## Herramientas del cordonero
- Urdidor compuesto por dos "alfangías" clavadas en la pared
- Peine de hierro para hacer flecos de todos tamaños
- Moldes de madera que son unas tablitas delgadas de una tercia de largo con punta robada
- Moldes de latón
- Moldes de hoja de lata
- Moldes de hierro, al modo de unas tenacillas de muelle de varios anchos y largos con muelle; todos estos sirven para hacer flecos desde un canto de duro hasta una cuarta de ancho
- Dedil de hoja de lata para trabajar el fleco
- Torcedor para torcer seda a la mano: es un palito con dos ruedas a modo de un carrete con cabo que remata en un ganchito de hierro
- Torno para torcer las sedas
- Una mesa para el peine y para el gancho de hierro: de estos los hay con dos ganchos o con tres
- Un doblador u óvalo para doblar las sedas
- Huso de devanar con su canillero, que es de bou hueco, con dos agujeros en que rueda la varilla del huso.
- Cañas para devanar pelos y tramas
- Cañones de madera torneados con su cabeza como de cebolla para devanar
- Ganchillos encabados en sus mangos o cabos para hacer cadeneta y biricúes de punto
- Redina
- Cajón con cuatro pilares para cordones fuertes de cadetes, con dieciséis bolillos o palillos
- El tambor para hacer trenzas anchas y charretera
- El mundillo para tejer trenzas a palillos
- Devanadera con su pie
- Palillos para apretar cordones a mano
- Alicates, navaja, tijeras, dedal
- Zapatilla de metal dorado con una cazoleta llena de agujeros, donde entra la aguja de espigar
- Agujas de espigar de varios tamaños para torzal desde las de bordar hasta las de espigar.
- Acerico con sus dedales
- Etc.